# Die Spiderwick-Geheimnisse
Die Spiderwick-Geheimnisse  ist eine achtteilige Fantasy-Buchreihe für Kinder ab acht Jahren, die von der amerikanischen Autorin Holly Black geschrieben und von Tony DiTerlizzi illustriert wurde. Hauptfiguren der Geschichte sind die drei jugendlichen Geschwister Jared, Simon und Mallory, die nach der Scheidung ihrer Eltern in ein altes Haus in Neuengland ziehen. Dort geschehen merkwürdige Dinge, die sich niemand erklären kann, bis Jared in der Bibliothek seines Urgroßonkels ein Buch über fantastische Wesen findet. Damit beginnen die Abenteuer der Geschwister. Ab dem 6. Buch wird die Geschichte des Jungen Nick, seiner Stiefschwester Laurie, seines Bruders Jules und deren Freundin Cindy erzählt.
Die Abenteuerserie wird ergänzt durch die „Sachbücher“ Arthur Spiderwicks Handbuch für die fantastische Welt um dich herum, Über Haltung und Pflege von Elfen und Die große Entdeckungsreise durch die verzauberte Welt dokumentiert von Thimbletack mit Informationen zu verschiedenen in der Reihe vorkommenden Fabelwesen, das Notizbuch für fantastische Beobachtungen für angehende Erforscher derselben sowie Das Geheimnis der Spiderwicks – Das Buch zum Film.

## Handlung

### Band 1 – Eine unglaubliche Entdeckung
Die Eltern der Zwillinge Jared und Simon und ihrer großen Schwester Mallory wurden gerade geschieden. Nun ziehen die drei mit ihrer Mutter in das Haus ihrer Großtante, ein altes, unheimliches Gebäude. Immer wieder geschehen im Alltagsleben seltsame Dinge, doch jedes Mal vermutet die Familie einen Scherz oder Streich Jareds. Weil ihm niemand glaubt, dass er unschuldig ist, sucht Jared selbst nach der tatsächlichen Ursache. Er hat das Gefühl, dass sie nicht alleine in dem alten Haus wohnen, und will dem Geheimnis auf den Grund gehen.
Nach einiger Suche findet Jared die geheime Bibliothek von Arthur Spiderwick, eines Verwandten ihrer Großtante, und darin ein Buch, in einem Hemd eingewickelt, mit dem Titel Arthur Spiderwicks Handbuch für die fantastische Welt um dich herum, welches verschiedene Fabelwesen näher erläutert. Nachdem er das Buch gelesen hat, ist Jared sicher, dass ein Irrwicht im Haus sein Unwesen treiben muss, und er überzeugt seine Geschwister Simon und Mallory davon. Die drei nehmen Kontakt zum Irrwicht Thimbletack auf, der eigentlich ein recht nettes Wichtelmännchen ist. Dieser warnt sie jedoch, dass es gefährlich sei, das Handbuch zu besitzen.

### Band 2 – Gefährliche Suche
Jared möchte Arthur Spiderwicks Handbuch für die fantastische Welt um dich herum trotz der Warnung des Wichtelmännchens weiterhin nicht weggeben.
Simon sucht seinen Kater Tibbs, als er im Garten plötzlich spurlos verschwindet. Jared erhält einen „sehenden Stein“ vom Wichtelmännchen, mit dessen Hilfe man die Fabelwesen sehen kann. Leider war Jared unhöflich zu Thimbletack, und das Wichtelmännchen ist nicht gut auf ihn zu sprechen. Deshalb muss Jared allein mit Mallory losziehen.
Sofort werden sie von Kobolden angegriffen, doch Mallory kann mit einem Florett die Gefahr bannen. Der weitere Weg führt die beiden in einen Wald, wo sie auf einen Troll, die Kobolde und einen zwielichtigen Helfer treffen...

### Band 3 – Im Bann der Elfen
Noch immer ist Thimbletack sauer und spielt den Kindern Streiche. Diese wissen sich nicht anders zu helfen und besuchen ihre Großtante Lucinda, die sich mit der Welt der Fabelwesen sehr gut auskennt, im Krankenhaus.
Das kostbare Handbuch ist danach allerdings verschwunden. Mit einer Landkarte, die ihnen wohl Thimbletack hinterlassen hat, müssen sich die Geschwister erneut auf Reisen begeben. Trotz eindringlicher Warnung eines Phookas tappen die Kinder in die Falle der Elfen und werden von ihnen gefangen genommen...

### Band 4 – Der eiserne Baum
Mallory gewinnt bei einem Fechtturnier eine Medaille, doch während des Wettkampfes machen sich zwei Kinder an ihrer Sporttasche zu schaffen, wie die Zwillingsbrüder beobachten. Als Jared einen der beiden zur Rede stellen will, rennt der davon ...
Mallory ist seit diesem Zwischenfall spurlos verschwunden. Auf dem Schulgelände finden die Zwillinge einen Stein, auf dem Handel steht. Deshalb suchen sie zunächst im nahegelegenen Steinbruch nach Hinweisen. Nachdem die beiden dort ein Rätsel gelöst haben, werden sie von Zwergen gefangen genommen. Sie wollen Mallory gegen das Handbuch tauschen, doch werden in einer Kammer eingesperrt. Zwar können sie entkommen, doch werden dabei von einem Zwerg gesehen, der nach den Wachen ruft. Die Wachen lassen die Hunde auf sie los. Sie kommen zu einem Teich mit weißen Fischen, wo der Klopfer ihnen den Weg zum eisernen Baum zeigt. Simon deutet auf den Steinbruch unter ihnen, aus dem eine Horde von Kobolden mit einem riesigen Monster mit Haaren aus verdorrten Zweigen kommt. Die Kobolde kommen auf der anderen Seite in die Höhle und werden von dem Monster angewiesen jeden zu töten. Die Zwerge zögern und attackieren in ihrer Panik und Verwirrung die Kobolde. So machen sich die drei Kinder auf den Heimweg.

### Band 5 – Die Rache der Kobolde
Nachdem die drei Kinder von den Zwergen zurückgekehrt sind, ist ihre Mutter verschwunden. Sie wurde von den Kobolden entführt, denn auch diese möchten das Handbuch in ihren Besitz bringen.
Sie machen sich auf die Suche nach dem Handbuch, das der Koboldanführer Mulgarath, ein Oger, gestohlen hat. So kommen sie in die Festung der Kobolde, doch dort befinden sich nicht nur Kobolde, sondern auch Drachen.

### Band 6 – Das Lied der Nixe
Hier werden zwei neue Hauptfiguren vorgestellt: Nick und seine Stiefschwester Laurie, die fest an Elfen glaubt. Mit Hilfe einer Kopie von Arthur Spiderwicks Handbuch für die fantastische Welt um dich herum finden die beiden eine Nixe namens Taloa und bewahren sie vor dem Vertrocknen. Daraufhin verleiht die Nixe Nick und Laurie das zweite Gesicht.
Auf einer ihrer Entdeckungstouren wecken die beiden einen Riesen, der ihnen bis nach Hause folgt und nur vom Lied der Nixe beruhigt wird. Nick und Laurie fahren zu einer Buchvorlesung von Holly Black und Tony DiTerlizzi und treffen dort Jared und Simon Grace.
Mit Jareds Hilfe gelingt es den beiden, den Riesen bewegungsunfähig zu machen, indem sie ihm eine Schlinge um Hals und Bein ziehen. Mit Schrecken merken die drei, dass der Riese dabei ist, sich selbst zu strangulieren. Aber als sie überlegen, ihn doch gehen zu lassen, taucht ein alter Mann namens „Black Jack“ auf und gibt dem Riesen den Gnadenstoß. Er warnt Jared, Nick und Laurie davor, dass bald noch mehr Riesen aus dem Schlaf erwachen werden, und will Nick und Laurie zu Riesenjägern ausbilden, wie er selbst einer ist.

### Band 7 – Die Rückkehr der Riesen
Die Geschichte beginnt damit, dass Nick und Laurie von Black Jack unterrichtet werden. Währenddessen überlegen die beiden, wie man mehr Kinder „rekrutieren“ könnte.
An einem Abend kommt Black Jack zu Nick und Laurie nach Hause und nimmt sie mit sich in den Wald. Dort beobachten sie, wie zwei Riesen miteinander kämpfen. Black Jack schafft es nicht, den zu Boden gegangenen Riesen zu töten, da er bisher immer nur schlafende Riesen umgebracht hat, und wird von diesem verletzt. Wenig später sehen Nick und Laurie, wie der Riese, den sie am Leben gelassen haben, die umliegenden Häuser und dann ihr eigenes zerstört. Als sie Black Jack davon berichten wollen, müssen sie mit ansehen, wie er seine Sachen packt, um zu seinem Sohn zu ziehen.
Nick hat inzwischen einen Plan ausgearbeitet. Mit dem aufgenommenen Gesang der Meeresnixen (Taloa ist verschwunden, da Nick und Laurie ein Versprechen nicht gehalten haben) locken sie alle Riesen, die in der Nähe der Stadt sind, weit ins Meer hinaus.
Siegessicher wollen sie zurück ins Hotel, wo Jared, Simon und Mallory Grace auf sie warten. Die haben inzwischen mithilfe der Dokumente von Black Jacks Großvater herausgefunden, warum die Riesen alle 500 Jahre erwachen, nämlich um ein altes, sehr viel bösartigeres Wesen zu töten.
Das Buch endet damit, dass Nick meint: „Anstatt die Welt zu retten, haben wir sie verdammt.“

### Band 8 – Die Rache des Wyrm
Das Buch beginnt wenige Wochen nach den Ereignissen aus dem letzten Band. Während sich Nicks und Lauries Eltern immer mehr streiten und eine Trennung nicht ausschließen, versuchen beide zusammen mit den Grace-Geschwistern herauszufinden, was da an Bösem erwachen wird. Die zahlreichen Schlucklöcher, die überall in der Gegend auftauchen, scheinen nur der Vorbote des Wesens zu sein. Und nachdem sie herausgefunden haben, dass es sich um kleine Drachen handelt, die zusammenwachsen und eine Art Hydra bilden, versuchen sie die Riesen zurückzuholen. Aber die Meeresnixen wollen ihnen nicht helfen. Doch in Black Jacks Garten finden sie in einem kleinen Planschbecken Taloa und ihre Schwestern. Und nachdem Nick bei seinem Leben geschworen hat, ihnen einen Teich zu suchen, helfen sie ihnen, die Riesen zurück ans Land zu holen. Diese stürzen sich auf die Löcher und fressen die kleinen Drachen auf.
Schließlich erkennen Jacks Sohn, der ihnen zu Hilfe gekommen ist, Laurie, Nick und die Grace-Geschwister, dass die Tunnel alle miteinander verbunden sind. Sie folgen den Tunneln zum alten Einkaufscenter. Die Riesen waren vor ihnen da und kämpften gegen die riesige Hydra, die alle Eier gelegt hatte. Doch die Riesen konnten die Drachen nicht fressen, da diese zu groß und zu viele waren. Erst nachdem Nick die Körper mit einer Machete auseinander geschlagen hat, können die Riesen die Hydra verspeisen.
Nick und Laurie wollen sich öfter mit den Grace Geschwistern treffen. Und auch ihre Eltern haben sich wieder vertragen und wollen wieder zusammenleben.

## Ergänzungsband: Arthur Spiderwicks Handbuch

### Allgemeines
Das Buch ist wie ein Sachbuch aufgemacht, das über die Forschungsergebnisse des Arthur Spiderwick in Sachen Fabelwesen berichtet. Alle Seiten sind aufwändig illustriert.

### Struktur
Das Buch ist in sechs Abschnitte eingeteilt. Jeder Abschnitt stellt drei bis sieben Fabelwesen vor, die in einem bestimmten Lebensraum vorkommen.
Im ersten Teil, In Haus und Hof, werden Wichtelmännchen, Irrwichte, Wechselbälger, Pixies, Salamander und Irrgräser vorgestellt.
Teil zwei, In Feld und Wald, beschäftigt sich mit Basilisken, Elfen, Gnomen, Mantikoren, Waldgeistern, Baumgeistern und Einhörnern.
Teil drei, In Seen, Flüssen und Meeren, enthält Beschreibungen zu Kelpies, Meergeistern, Nixen, Seeschlangen und Trollen.
Teil vier, In Bergen und Hügeln, verrät alles über Zwerge, Riesen, Kobolde, Waldschrate, Klopfer und Ungeheuer.
Teil fünf, Am Himmel, dreht sich um Drachen, Greife und Phönixe.
Im abschließenden Teil sechs, Nachts im Freien, können Arthur Spiderwicks Forschungsergebnisse zu Todesfeen, Wasserspeiern, Pookas und Irrlichtern nachgelesen werden.

### Sonstiges
Das Handbuch enthält außerdem ein Vorwort von Tony DiTerlizzi, einige frei erfundene Hintergrundinformationen, einen Nachtrag von Jared Grace und eine Liste mit Buchempfehlungen wie zum Beispiel Grimms Märchen, in denen Fabelwesen vorkommen.

## Personencharaktere
Jared
Jared ist die Hauptfigur der Reihe. Seine Erlebnisse werden in der 3. Person geschildert. Er hat es nicht leicht und wäre fast von der Schule geflogen. Jared ist sehr interessiert, hat aber oft ein wenig Pech und bekommt oft unverdienten Ärger. Jared hat einen Zwillingsbruder: Simon.
Simon
Jareds Bruder Simon liebt Tiere und fängt in seiner Freizeit viele ein, die er dann in seinen Garten bringt. In schwierigen Situationen steht er seinem Zwillingsbruder immer bei.
Mallory
Die ältere Schwester der Zwillinge ist 13 Jahre alt und eine gute Fechterin. Außerdem legt sie großen Wert auf ihre Haare. In entscheidenden Fällen steht aber auch sie ihrem Bruder bei.
Nick
Mag Videospiele und Modellbau von Schiffen. Kommt mit der Zauberwelt in Kontakt, als er ein vierblättriges Kleeblatt findet. Kriegt das „zweite Gesicht“ von einer Nixe, nachdem er ihr mit seiner Stiefschwester, die er nicht sonderlich mag, das Leben gerettet hat. Mit seiner Stiefschwester Laurie Hauptperson der letzten drei Bände.
Laurie
Liebt Zauberwesen aller Art und über solche zu lesen. Zieht zu Nick Vargas, nachdem ihre Mutter und Nicks Vater heiraten. Kriegt wie Nick das „zweite Gesicht“ von einer Nixe, die sie gerettet hat, mit dem sie die Zauberwelt um sich herum sehen kann.

## Illustrationen und Aufmachung
Die Bücher sind stets sehr liebevoll und gewissenhaft aufgemacht. Die Titelbilder sind sehr schön gestaltet, genau wie die zahlreichen Illustrationen von DiTerlizzi. Auf jeder Seite stehen etwa 150 Wörter, die Schrift ist relativ groß gehalten.

## Pressestimmen
„Die Gestaltung des Buches, der kurzweilige, groß gedruckte Text und ganz besonders die schönen Zeichnungen tragen zur puren Lesenfreude bei.“

„Spannend wie Harry Potter, nur viel witziger und cooler.“

„Herrlich spannende Jugend-Fantasy-Literatur, die auch Erwachsenenherzen erobern wird, mit packenden Charakteren und tolldreisten Abenteuern.“

„Lemony Snicket für jüngere Leser“

„Genau die richtige Mischung von Gefahr und Humor für Kinder, die zu jung sind, Harry Potter selbstständig zu lesen“

„Ansprechende Charaktere, ausgewogene Spannung und eine einladende Ausstattung!“

„Holly Black und Tony DiTerlizzi haben ein spannendes Familienabenteuer mit modernen und aufregenden Charakteren kreiert und eine Welt geschaffen, in der die Grenze zwischen Fantasie und Wirklichkeit fließend ist.“

## Verfilmung
Im Jahr 2008 wurde die Reihe mit einem Budget von 100 Mio. US-Dollar von Mark Waters als Die Geheimnisse der Spiderwicks verfilmt. Freddie Highmore übernahm die Rollen der Zwillinge Simon und Jared, Sarah Bolger übernahm die Rolle der Mallory und Nick Nolte lieh Mulgarath seine Stimme. Deutscher Kinostart war der 14. März 2008.